# Bartolo Cattafi
Bartolo Cattafi (Barcellona Pozzo di Gotto, 6 luglio 1922 – Milano, 13 marzo 1979) è stato un poeta e viaggiatore italiano.

## Biografia
Laureatosi in Giurisprudenza a Messina, dal 1947 visse tra Milano, dove lavorava come pubblicitario, e la Sicilia.
Il suo primo incontro con la poesia avviene proprio nella sua terra nativa, dove nella primavera del 1943 trascorre un periodo di convalescenza durante la Seconda guerra mondiale. Quella «snervante primavera» è per lui come rituffarsi in una seconda infanzia, dove si ritrova «a enumerare le cose amate, a compitare in versi un ingenuo inventario del mondo». Il tragico scatenarsi dei bombardamenti lo vede estraniato, con naturalezza, in un quadro bucolico inebriante: «Me ne andavo nella colorita campagna nutrendomi di sapori, aromi, immagini; la morte non era un elemento innaturale in quel quadro; era come un pesco fiorito, un falco sulla gallina, una lucertola che guizza attraverso la viottola».
Nel 1951 pubblica la prima raccolta di versi, Nel centro della mano. 
I viaggi che compie in Europa e in Africa diventano i motivi ispiratori di alcune sue raccolte di poesie come Partenza da Greenwich del 1955. Silvio Ramat parla di «viaggio inteso come necessità biologica, di avventura e di verifica di una condizione umana, che altrimenti non arriva a scoprire il proprio valore, il proprio significato».
Nel 1964 con L'osso, l'anima, ottiene il premio Chianciano.
Quella di Cattafi è una poesia dai toni epigrammatici che fa spesso ricorso alla metafora del vuoto e della solitudine per delineare l'amaro bilancio di una generazione che ha vissuto la giovinezza durante il ventennio fascista, per poi assistere agli orrori della seconda guerra mondiale; una generazione che, a dirla con Giuseppe Amoroso, si pone “alla stregua di chi viene dopo il diluvio”
Per la sua opera riceve il premio Mondello nel 1975.
Il poeta - che, secondo Carmelo Aliberti in un suo saggio, è tra i più validi della generazione fiorita nel secondo dopoguerra, comprendente tra gli altri Luciano Erba, Nelo Risi, Giorgio Orelli e Giovanni Giudici - muore prematuramente a causa di una grave malattia e non ha avuto gran riconoscimento dalla critica. Quella di Bartolo Cattafi rappresenta peraltro un'esperienza poetica da riconsiderare anche alla luce di qualche giudizio ponderato, quale ad esempio quello di Giorgio Bàrberi Squarotti su L'aria secca del fuoco: «uno dei testi poetici più inquietanti del dopoguerra: con amarezza Cattafi compie uno dei più acuti e mortali esami di coscienza della sua generazione».
Un'antologia delle sue poesie, curata da Vincenzo Leotta e Giovanni Raboni, è uscita nel 1990 nella collana Lo Specchio (Mondadori, 1990), poi negli Oscar (2001). Un'altra raccolta è apparsa pure postuma: Occhio e oggetto precisi - Poesie 1972-'73, con prefazione di Silvio Ramat (Scheiwiller, 1998).
Nel 2019 l'intera opera poetica di Cattafi è stata raccolta nel volume Tutte le poesie, a cura di Diego Bertelli, introduzione di Raoul Bruni, per Le Lettere di Firenze.

## Opere
- Simùn - Trentadue liriche inedite, a cura di Silvio Ramat, Genova, Edizioni San Marco dei Giustiniani, "Quaderni di poesia", 2004. ISBN 978-88-7494-1551
- Nel centro della mano, (Edizioni della Meridiana , 1951, Milano)
- Partenza da Greenwich (ivi, Quaderni della Meridiana, 1955),
- Le mosche del meriggio (ivi, Mondadori, 1958),
- Qualcosa di preciso (ivi, Scheiwiller, 1961),
- L'osso, l'anima (ivi, Mondadori, 1964),
- L'aria secca del fuoco (ibidem, 1972),
- Il buio (ivi, Scheiwiller, 1973),
- Lame, con un'acquaforte di Cattafi e due acqueforti di Carmelo Cappello, Verona, Sommaruga, 1974
- Ostuni, con sette disegni di Ruggero Savinio (Milano, Edizioni 32, 1975),
- La discesa al trono (ivi, 1975), Ipotenusa, avec une gravure di André Haagen. Sanningheber, Origine, 1975),
- Marzo e le sue idi (Milano, Mondadori, 1977),
- Nel rettangolo dei teoremi, con 5 acqueforti di Nino Ricci, Ivi, Scheiwiller, 1977,
- 18 dediche '76-'77 (ibidem, 1978),
- Poesie scelte 1946-1973, a cura di Giovanni Raboni, (ivi, Mondadori, 1978),
- Se i cavalli..., con 10 disegni di Gianluigi Giovanola (ivi, Scheiwiller, 1979),
- L'allodola ottobrina (ivi, Mondadori, 1979),
- Chiromanzia d'inverno, pubblicata postuma (ibidem, nel 1983),
- Segni, con la prefazione di Marisa Bulgheroni (ivi, Scheiwiller), 1986).
- L'osso, l'anima, a cura di Diego Bertelli, Firenze, Le Lettere, 2022, (edizione del centenario contenente il saggio di D. Bertelli, L’osso, l’anima: storia, caratteristiche e significati di un classico del Novecento, pp. 263-338).